# 요하네스 빌레브란츠

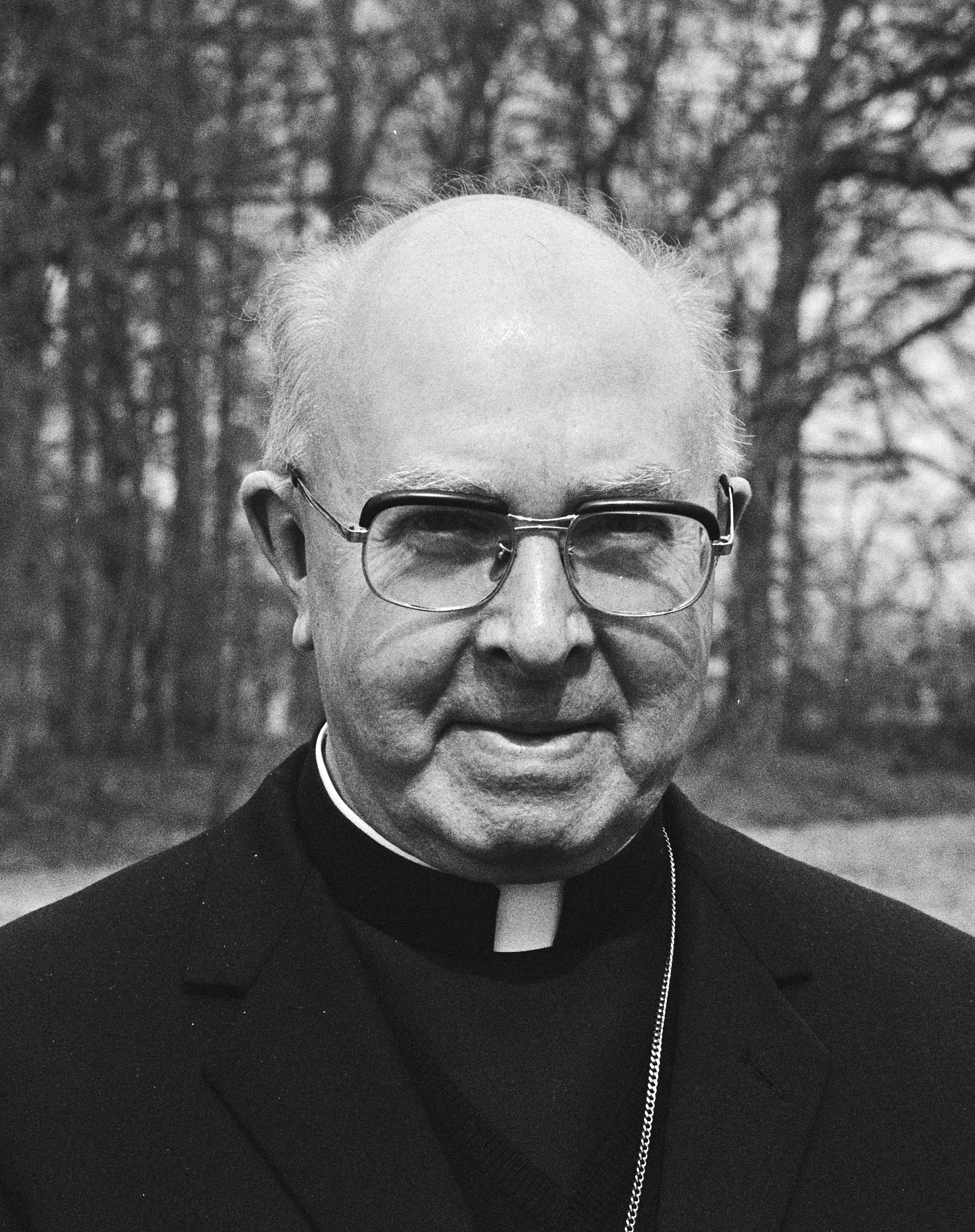
요하네스 헤라르뒤스 마리아 빌레브란츠 추기경 (1982)

요하네스 헤라르뒤스 마리아 빌레브란츠 추기경(네덜란드어: Johannes Gerardus Maria Willebrands, 1909년 9월 4일 - 2006년 8월 2일)은 네덜란드의 로마 가톨릭교회 추기경이다. 1975년부터 1983년까지 위트레흐트 대교구장을 지냈으며, 1969년부터 1989년까지 교황청 그리스도인일치촉진평의회 의장을 지냈다. 1969년 추기경에 서임된 그는 20세기 후반 교회 일치 운동에 크게 기여한 인물로 평가받는다.